# Den tredje vågen
Den tredje vågen, es una película de acción estrenada el 15 de octubre de 2003 dirigida por Anders Nilsson. 
La película es la tercera entrega de la franquicia y forma parte de las películas de Johan Falk.

## Historia
Después de renunciar a la policía por más de un año Johan Falk no ha estado trabajando, lo único que quiere es mudarse al campo pero el destino le tiene preparado otros planes.

## Personajes

### Personajes principales
| Actor             | Personaje       | Ocupación                         |
| ----------------- | --------------- | --------------------------------- |
| Jakob Eklund      | Johan Falk      | ex-Oficial de Policía             |
| Lennart Hjulström | Ola Sellberg    | Inspectora de la Policía          |
| Irina Björklund   | Rebecca         | -                                 |
| Marie Richardson  | Helén Andersson | -                                 |
| Nicholas Farrell  | Devlin          | -                                 |
| Ben Pullen        | Kane            | -                                 |
| Sylvester Groth   | Dauphin         | -                                 |
| Jacqueline Ramel  | Anja Månsdottir | Detective Inspector de la Policía |
| John Benfield     | Stevens         | -                                 |
| Robert Giggenbach | Sorensen        | -                                 |
| Pierre Deny       | Leblanc         | -                                 |
| Emmanuel Limal    | Rocca           | -                                 |
| Hanna Alsterlund  | Nina Andersson  | -                                 |
| Maria Hörnelius   | Franzén         | Oficial del Condado               |

### Personajes secundarios
| Actor         | Personaje   | Ocupación           |
| ------------- | ----------- | ------------------- |
| Fredrik Dolk  | Peter Kroon | Detective Inspector |
| Jonatan Blode | Bodine      | -                   |

## Premios y nominaciones
| Año  | Categoría                   | Premio                                 | Nominado       | Resultado |
| ---- | --------------------------- | -------------------------------------- | -------------- | --------- |
| 2005 | Special Prize of the Police | Cognac Festival du Film Policier Award | Anders Nilsson | Ganó      |

## Producción
La película fue dirigida por Anders Nilsson, escrita por Nilsson y Joakim Hansson.
Producida por Joakim Hansson, con la participación en la coproducción de Petri Jokiranta y Tero Kaukomaa, con apoyo del productor consultante Per Nielsen.
La edición estuvo a cargo de Marianne Lindekrantz.
La música estuvo bajo el cargo de Bengt Nilsson, mientras que la cinematografía en manos de Per-Arne Svensson. 
Filmada en Gotemburgo, Västra Götalands län, en Suecia.
La película fue estrenada el 15 de octubre de 2003 en con una duración de 1 hora con 55 minutos en Suecia. El 28 de enero de 2004 la película fue proyectada durante el "Gothenburg Film Festival".
Contó con la participación de las compañías de producción "Blind Spot Pictures Oy", "Film Väst" y "Sonet Film AB".
En el 2003 la película fue distribuida por "Sandrews" en el 2004 por DVD, en "Sonet Film AB" y en el 2008 por "SF Home Entertainment" en Suecia, en "Califórnia Home Vídeo" en Brasil, en el 2004 por "Sandrew Metronome Distribution" (por todos los medios), en el 2008 por "Nelonen" y en el 2010 por "FST5" en Finlandia, por el "Star Entertainment" en la India por todos los medios, en el 2004 por "Sunfilm Entertainment" en Alemania en DVD, por "With Cinema" en Corea y por "Sonet Film" en todos los medios.

### Emisión en otros países
| País        | Título                                                              | Fecha de Estreno                                        |
| ----------- | ------------------------------------------------------------------- | ------------------------------------------------------- |
| Alemania    | Die dritte Gewalt The third Wave - Die Verschwörung (título de DVD) | 30 de junio de 2004 (DVD)                               |
| Dinamarca   | Den tredje bølge                                                    | -                                                       |
| Eslovenia   | Tretji udar                                                         | 1 de julio de 2004                                      |
| Finlandia   | Kolmas aalto                                                        | 19 de marzo de 2004                                     |
| Francia     | -                                                                   | 8 de abril de 2005 (durante el Festival de Cine Cognac) |
| Hungría     | A harmadik hullám                                                   | -                                                       |
| Italia      | The third wave - La terza onda (título de video)                    | -                                                       |
| Noruega     | Den tredje bølgen                                                   | 23 de junio de 2004 (estreno de video)                  |
| Reino Unido | The Third Wave                                                      | -                                                       |
| Rusia       | Третья волна                                                        | -                                                       |